# Pouilly-lès-Feurs
Pouilly-lès-Feurs è un comune francese di 1 183 abitanti situato nel dipartimento della Loira della regione dell'Alvernia-Rodano-Alpi.

## Società

### Evoluzione demografica
Abitanti censiti